# Liga LEB Oro 2013-14
La Liga LEB Oro 2013/14, conocida también por motivos de patrocinio como Adecco Oro es la decimoséptima edición de la máxima categoría de las competiciones LEB que organiza la Federación Española de Baloncesto. El campeón de la liga regular obtiene el derecho de participar en la edición 2014/15 de la liga ACB. A su vez, los equipos clasificados entre las posiciones segunda y novena disputan un play-off de ascenso cuyo vencedor también obtiene el ascenso a la ACB. 

## Equipos participantes
| Equipo                               | Ciudad           | Pabellón                      | Capacidad | Entrenador                |
| ------------------------------------ | ---------------- | ----------------------------- | --------- | ------------------------- |
| Club Melilla Baloncesto              | Melilla          | Pabellón Javier Imbroda Ortiz | 3,800     | Rubén Perelló             |
| Cocinas.com                          | Logroño          | Palacio de los Deportes       | 3,851     | Jesús Sala Naranjo        |
| FC Barcelona B                       | Barcelona        | Palau Blaugrana               | 7,500     | Aleix Duran               |
| Força Lleida CE                      | Lérida           | Pavelló Barris Nord           | 6,100     | Joaquín Prado             |
| Ford Burgos                          | Burgos           | Polideportivo El Plantío      | 3,150     | Andreu Casadevall         |
| Instituto Fertilidad Clínicas Rincón | Málaga           | Ciudad Deportiva de Carranque | 1,500     | Francis Tomé              |
| Leyma Natura Básquet Coruña          | La Coruña        | Polideportivo de Riazor       | 3,500     | Antonio Pérez Caínzos     |
| Ourense Termal                       | Orense           | Pazo dos Deportes Paco Paz    | 5,000     | Gonzalo García de Vitoria |
| Peñas Huesca                         | Huesca           | Palacio Municipal de Huesca   | 5,018     | Quim Costa                |
| Planasa Navarra                      | Pamplona         | Polideportivo Anaitasuna      | 3,000     | Sergio Lamúa              |
| Quesos Cerrato Palencia              | Palencia         | Pabellón Marta Domínguez      | 1,806     | Natxo Lezkano             |
| Ribeira Sacra Breogán Lugo           | Lugo             | Pazo Provincial Dos Deportes  | 6,500     | Lisardo Gómez             |
| River Andorra MoraBanc               | Andorra La Vieja | Poliesportiu d'Andorra        | 1,784     | Joan Peñarroya            |
| Unión Financiera Baloncesto Oviedo   | Oviedo           | Polideportivo de Pumarín      | 800       | Guillermo Arenas          |

## Temporada regular

### Clasificación
| Pos. | Equipo                               | PJ | G  | P  | Ascenso o descenso      |
| ---- | ------------------------------------ | -- | -- | -- | ----------------------- |
| 1    | River Andorra MoraBanc               | 26 | 21 | 5  | Ascenso a la Liga ACB   |
| 2    | Ford Burgos                          | 35 | 27 | 8  | Ascenso a la Liga ACB   |
| 3    | Quesos Cerrato Palencia              | 36 | 26 | 10 |                         |
| 4    | Ribeira Sacra Breogán Lugo           | 32 | 20 | 12 |                         |
| 5    | Unión Financiera Baloncesto Oviedo   | 32 | 17 | 15 |                         |
| 6    | Leyma Natura Básquet Coruña          | 28 | 14 | 14 |                         |
| 7    | Peñas Huesca                         | 29 | 14 | 15 |                         |
| 8    | Cocinas.com                          | 28 | 13 | 15 |                         |
| 9    | Instituto Fertilidad Clínicas Rincón | 28 | 11 | 17 |                         |
| 10   | Força Lleida CE                      | 26 | 11 | 15 |                         |
| 11   | Club Melilla Baloncesto              | 26 | 10 | 16 |                         |
| 12   | Ourense Termal                       | 26 | 8  | 18 |                         |
| 13   | FC Barcelona B                       | 26 | 5  | 21 | Descenso a la LEB Plata |
| 14   | Planasa Navarra                      | 26 | 5  | 21 | Descenso a la LEB Plata |

### Resultados
|                                      | MEL   | COC   | FCB    | LLE   | BUR   | RIN   | COR   | COB   | PEÑ   | NAV   | PAL   | BRE   | AND    | OVI   |
| Club Melilla Baloncesto              |       | 82–85 | 74–67  | 77–65 | 95–89 | 70–66 | 81–67 | 65–50 | 57–62 | 75–71 | 71–81 | 72–82 | 71–93  | 81–75 |
| Cocinas.com                          | 83–76 |       | 74–66  | 82–73 | 68–83 | 78–68 | 80–58 | 81–94 | 97–82 | 70–54 | 69–72 | 82–81 | 56–109 | 98–82 |
| FC Barcelona B                       | 68–63 | 52–74 |        | 61–69 | 63–92 | 75–71 | 66–72 | 55–61 | 65–69 | 81–72 | 64–76 | 55–71 | 80–77  | 75–83 |
| Força Lleida CE                      | 87–66 | 78–60 | 84–70  |       | 72–79 | 73–79 | 76–84 | 73–65 | 95–91 | 85–78 | 77–81 | 85–77 | 94–99  | 93–81 |
| Ford Burgos                          | 73–64 | 75–80 | 95–62  | 82–81 |       | 81–67 | 78–85 | 69–61 | 77–72 | 79–53 | 77–79 | 89–76 | 91–84  | 99–73 |
| Instituto Fertilidad Clínicas Rincón | 69–68 | 82–74 | 69–57  | 66–52 | 67–77 |       | 61–63 | 57–80 | 75–66 | 76–66 | 63–73 | 61–77 | 87–91  | 72–68 |
| Leyma Natura Básquet Coruña          | 80–79 | 83–79 | 89–62  | 82–71 | 53–81 | 72–77 |       | 71–75 | 69–63 | 65–66 | 63–70 | 88–83 | 88–74  | 69–66 |
| Ourense Termal                       | 75–77 | 67–71 | 61–59  | 73–80 | 74–75 | 61–68 | 50–58 |       | 63–67 | 81–76 | 59–80 | 60–62 | 72–85  | 81–67 |
| Peñas Huesca                         | 71–69 | 85–62 | 100–64 | 78–59 | 69–75 | 76–51 | 76–74 | 73–65 |       | 75–49 | 58–74 | 61–77 | 73–95  | 66–71 |
| Planasa Navarra                      | 68–80 | 96–83 | 72–77  | 77–84 | 70–80 | 57–63 | 71–67 | 82–88 | 70–81 |       | 68–72 | 79–75 | 70–93  | 88–84 |
| Quesos Cerrato Palencia              | 62–54 | 65–59 | 65–64  | 57–52 | 74–63 | 83–81 | 66–63 | 74–72 | 73–68 | 90–47 |       | 73–77 | 84–87  | 69–72 |
| Ribeira Sacra Breogán Lugo           | 82–63 | 77–71 | 70–65  | 77–64 | 72–63 | 81–75 | 60–63 | 89–68 | 57–50 | 93–59 | 92–81 |       | 74–77  | 76–70 |
| River Andorra MoraBanc               | 86–76 | 82–71 | 80–61  | 80–74 | 81–73 | 88–77 | 79–62 | 84–54 | 83–58 | 95–60 | 71–68 | 65–69 |        | 90–83 |
| Unión Financiera Baloncesto Oviedo   | 86–74 | 76–75 | 94–68  | 86–74 | 74–91 | 71–66 | 80–78 | 78–77 | 76–84 | 99–70 | 82–76 | 80–66 | 81–79  |       |

## Copa Príncipe de Asturias
Después de la primera mitad de la liga, los dos primeros equipos en la clasificación disputaron la Copa Príncipe en casa del primer clasificado. La Copa Príncipe se disputó el 31 de enero de 2014.

### Equipos clasificados
| Equipo                  | Posición | Participación |
| ----------------------- | -------- | ------------- |
| River Andorra MoraBanc  | 1        | Primera       |
| Quesos Cerrato Palencia | 2        | Segunda       |

### El partido
| 31 de enero de 2014                                                  | River Andorra MoraBanc                                               | 77–61                                  | Quesos Cerrato Palencia                                       | |  |  |
| 21:00                                                                | Parciales: 14–21, 19–5, 21–20, 23–15                                 | Parciales: 14–21, 19–5, 21–20, 23–15   | Parciales: 14–21, 19–5, 21–20, 23–15                          | |  |  |
|                                                                      | Estadísticas Blanch, E. Sánchez, 16 Trias 20 Navarro 3 Val: Trias 28 | Report Estadísticas Pts Reb Asts Otros | Estadísticas Otegui 19 Otegui, Rejón 8 Rejón 2 Val: Otegui 25 | Pabellón: Poliesportiu d'Andorra, Andorra La Vieja Árbitros: Morales Ruiz, Pazos Pazos, González Zumajo |  |  |
| River Andorra MoraBanc, campeón de la Copa Príncipe de Asturias 2014 |                                                                      |                                        |                                                               | |  |  |
|                                                                      |                                                                      |                                        |                                                               | |  |  |

## Eliminatorias de ascenso a la liga ACB
|  | Cuartos | Cuartos                              | Cuartos | Cuartos                            | Cuartos |    |                         | Semifinales | Semifinales | Semifinales | Semifinales | Semifinales | Semifinales | Semifinales |   |                         | Final | Final | Final | Final | Final | Final | Final |  |
|  |         |                                      |         |                                    |         |    |                         |             |             |             |             |             |             |             |   |                         |       |       |       |       |       |       |       |  |
|  |         |                                      |         |                                    |         |    |                         |             |             |             |             |             |             |             |   |                         |       |       |       |       |       |       |       |  |
|  | 2       | Quesos Cerrato Palencia              | 62      | 74                                 |         |    |                         |             |             |             |             |             |             |             |   |                         |       |       |       |       |       |       |       |  |
|  | 2       | Quesos Cerrato Palencia              | 62      | 74                                 |         |    |                         |             |             |             |             |             |             |             |   |                         |       |       |       |       |       |       |       |  |
|  | 9       | Instituto Fertilidad Clínicas Rincón | 61      | 60                                 |         |    |                         |             |             |             |             |             |             |             |   |                         |       |       |       |       |       |       |       |  |
|  | 9       | Instituto Fertilidad Clínicas Rincón | 61      | 60                                 |         | 2  | Quesos Cerrato Palencia | 87          | 69          | 76          | 63          |             |             |             |   |                         |       |       |       |       |       |       |       |  |
|  |         |                                      |         |                                    |         | 2  | Quesos Cerrato Palencia | 87          | 69          | 76          | 63          |             |             |             |   |                         |       |       |       |       |       |       |       |  |
|  |         |                                      | 6       | Unión Financiera Baloncesto Oviedo | 47      | 65 | 79                      | 51          |             |             |             |             |             |             |   |                         |       |       |       |       |       |       |       |  |
|  | 5       | Leyma Natura Básquet Coruña          | 6       | Unión Financiera Baloncesto Oviedo | 47      | 65 | 79                      | 51          | 64          | 67          |             |             |             |             |   |                         |       |       |       |       |       |       |       |  |
|  | 5       | Leyma Natura Básquet Coruña          |         |                                    |         |    |                         |             |             |             |             |             |             |             |   |                         |       |       |       |       |       |       |       |  |
|  | 6       | Unión Financiera Baloncesto Oviedo   | 70      | 76                                 |         |    |                         |             |             |             |             |             |             |             |   |                         |       |       |       |       |       |       |       |  |
|  | 6       | Unión Financiera Baloncesto Oviedo   | 70      | 76                                 |         |    |                         |             |             |             |             |             |             |             | 2 | Quesos Cerrato Palencia | 77    | 64    | 64    | 60    |       |       |       |  |
|  |         |                                      |         |                                    |         |    |                         |             |             |             |             |             |             |             | 2 | Quesos Cerrato Palencia | 77    | 64    | 64    | 60    |       |       |       |  |
|  |         |                                      | 3       | Ford Burgos                        | 62      | 69 | 73                      | 78          |             |             |             |             |             |             |   |                         |       |       |       |       |       |       |       |  |
|  | 3       | Ford Burgos                          | 3       | Ford Burgos                        | 62      | 69 | 73                      | 78          | 91          | 84          |             |             |             |             |   |                         |       |       |       |       |       |       |       |  |
|  | 3       | Ford Burgos                          |         |                                    |         |    |                         |             |             |             |             |             |             |             |   |                         |       |       |       |       |       |       |       |  |
|  | 8       | Cocinas.com                          | 70      | 70                                 |         |    |                         |             |             |             |             |             |             |             |   |                         |       |       |       |       |       |       |       |  |
|  | 8       | Cocinas.com                          | 70      | 70                                 |         | 3  | Ford Burgos             | 68          | 94          | 80          |             |             |             |             |   |                         |       |       |       |       |       |       |       |  |
|  |         |                                      |         |                                    |         | 3  | Ford Burgos             | 68          | 94          | 80          |             |             |             |             |   |                         |       |       |       |       |       |       |       |  |
|  |         |                                      | 4       | Ribeira Sacra Breogán Lugo         | 64      | 54 | 58                      |             |             |             |             |             |             |             |   |                         |       |       |       |       |       |       |       |  |
|  | 4       | Ribeira Sacra Breogán Lugo           | 4       | Ribeira Sacra Breogán Lugo         | 64      | 54 | 58                      | 69          | 65          | 80          |             |             |             |             |   |                         |       |       |       |       |       |       |       |  |
|  | 4       | Ribeira Sacra Breogán Lugo           |         |                                    |         |    |                         |             |             |             |             |             |             |             |   |                         |       |       |       |       |       |       |       |  |
|  | 7       | Peñas Huesca                         | 64      | 73                                 | 66      |    |                         |             |             |             |             |             |             |             |   |                         |       |       |       |       |       |       |       |  |
|  | 7       | Peñas Huesca                         | 64      | 73                                 | 66      |    |                         |             |             |             |             |             |             |             |   |                         |       |       |       |       |       |       |       |  |
|  |         |                                      |         |                                    |         |    |                         |             |             |             |             |             |             |             |   |                         |       |       |       |       |       |       |       |  |

## Líderes individuales de la temporada regular

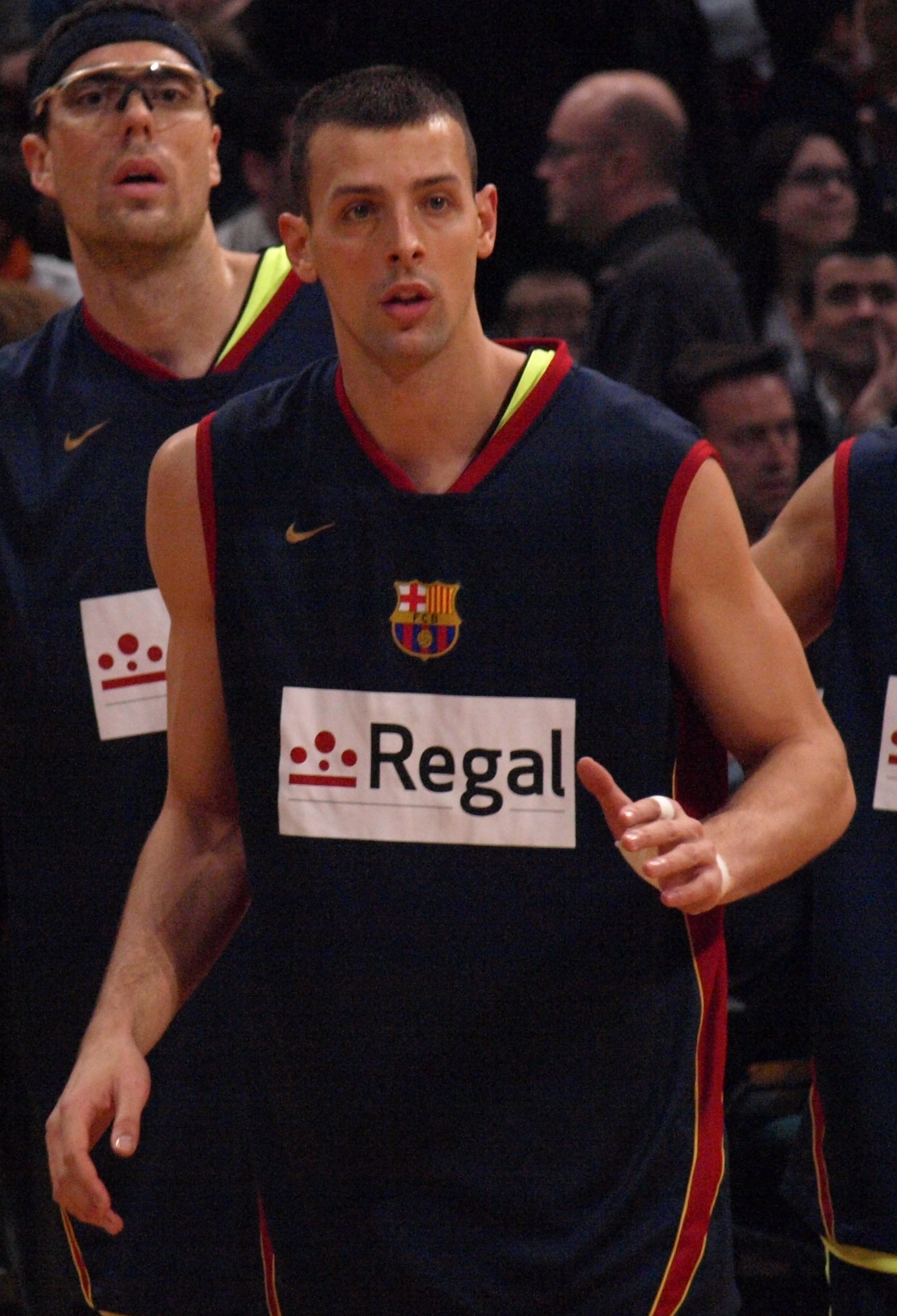
Jordi Trias, del River Andorra MoraBanc, acabó siendo el líder en valoración de la liga regular, además del máximo reboteador de la competición

### Puntos
| Rk | Name            | Team                                 | Games | Points | PPG  |
| -- | --------------- | ------------------------------------ | ----- | ------ | ---- |
| 1  | Richi Guillén   | Instituto Fertilidad Clínicas Rincón | 25    | 400    | 16.0 |
| 2  | Pierre Oriola   | Peñas Huesca                         | 26    | 391    | 15.0 |
| 3  | Dejan Todorović | Instituto Fertilidad Clínicas Rincón | 21    | 313    | 14.9 |
| 4  | Marc Blanch     | River Andorra MoraBanc               | 26    | 380    | 14.6 |
| 5  | Jordi Trias     | River Andorra MoraBanc               | 26    | 372    | 14.3 |

### Rebotes
| Rk | Name          | Team                       | Games | Rebounds | RPG |
| -- | ------------- | -------------------------- | ----- | -------- | --- |
| 1  | Jordi Trias   | River Andorra MoraBanc     | 26    | 234      | 9.0 |
| 2  | Pep Ortega    | Ford Burgos                | 25    | 214      | 8.5 |
| 3  | David Mesa    | Planasa Navarra            | 25    | 189      | 7.5 |
| 4  | Jonathan Kale | Ourense Termal             | 26    | 196      | 7.5 |
| 5  | Michel Diouf  | Ribeira Sacra Breogán Lugo | 26    | 191      | 7.3 |

### Asistencias
| Rk | Name             | Team                               | Games | Assists | APG |
| -- | ---------------- | ---------------------------------- | ----- | ------- | --- |
| 1  | Mikel Úriz       | Cocinas.com                        | 26    | 128     | 4.9 |
| 2  | Thomas Schreiner | River Andorra MoraBanc             | 17    | 79      | 4.6 |
| 3  | Fran Cárdenas    | Unión Financiera Baloncesto Oviedo | 25    | 115     | 4.6 |
| 4  | Sergio Llorente  | Força Lleida                       | 26    | 105     | 4.0 |
| 5  | Albert Sàbat     | Ford Burgos                        | 26    | 96      | 3.7 |

### Valoración
| Rk | Name          | Team                                 | Games | Rating | PIR  |
| -- | ------------- | ------------------------------------ | ----- | ------ | ---- |
| 1  | Jordi Trias   | River Andorra MoraBanc               | 26    | 626    | 24.1 |
| 2  | Pep Ortega    | Ford Burgos                          | 25    | 496    | 19.8 |
| 3  | Richi Guillén | Instituto Fertilidad Clínicas Rincón | 25    | 490    | 19.6 |
| 4  | Michel Diouf  | Ribeira Sacra Breogán Lugo           | 26    | 480    | 18.4 |
| 5  | Pierre Oriola | Peñas Huesca                         | 26    | 395    | 15.2 |

## Premios y trofeos

### Equipo ideal de la temporada
El equipo ideal de la Liga fue seleccionado tras la conclusión de la temporada regular.
- Fran Cárdenas (Unión Financiera Baloncesto Oviedo)
- Marius Grigonis (Peñas Huesca)
- Marc Blanch (River Andorra MoraBanc)
- Pep Ortega (Ford Burgos)
- Jordi Trias (River Andorra MoraBanc)

### MVP de la temporada regular
- Jordi Trias (River Andorra MoraBanc)

### Entrenador de la temporada
- Joan Peñarroya (River Andorra MoraBanc)

### MVP semana a semana
| Day | Name                                         | Team                                                                                   | PIR |
| --- | -------------------------------------------- | -------------------------------------------------------------------------------------- | --- |
| 1   | Albert Sàbat                                 | Ford Burgos                                                                            | 30  |
| 2   | Chus Castro                                  | Leyma Natura Básquet Coruña                                                            | 38  |
| 3   | Jordi Trias                                  | River Andorra MoraBanc                                                                 | 39  |
| 4   | Jason Cain Juan José García                  | Leyma Natura Básquet Coruña Unión Financiera Oviedo Baloncesto                         | 27  |
| 5   | Roberto Morentin                             | Ourense Termal                                                                         | 24  |
| 6   | Daniel Fitzgerald                            | Unión Financiera Oviedo Baloncesto                                                     | 28  |
| 7   | Jordi Trias (2)                              | River Andorra MoraBanc                                                                 | 40  |
| 8   | Urko Otegui                                  | Quesos Cerrato Palencia                                                                | 26  |
| 9   | Jordi Trias (3)                              | River Andorra MoraBanc                                                                 | 33  |
| 10  | Pep Ortega                                   | Ford Burgos                                                                            | 34  |
| 11  | Jordi Trias (4)                              | River Andorra MoraBanc                                                                 | 40  |
| 12  | Pep Ortega (2)                               | Ford Burgos                                                                            | 31  |
| 13  | Pierre Oriola                                | Peñas Huesca                                                                           | 33  |
| 14  | Michel Diouf Ricardo Guillén Jordi Trias (5) | Ribeira Sacra Breogán Lugo Instituto Fertilidad Clínicas Rincón River Andorra MoraBanc | 33  |
| 15  | Héctor Manzano                               | Club Melilla Baloncesto                                                                | 41  |
| 16  | Alex Hall                                    | Cocinas.com                                                                            | 28  |
| 17  | Pierre Oriola (2)                            | Peñas Huesca                                                                           | 35  |
| 18  | Jordi Trias (6)                              | River Andorra MoraBanc                                                                 | 40  |
| 19  | Michel Diouf (2)                             | Ribeira Sacra Breogán Lugo                                                             | 29  |
| 20  | Ricardo Guillén (2)                          | Instituto Fertilidad Clínicas Rincón                                                   | 27  |
| 21  | Marc Blanch Roeland Schaftenaar              | River Andorra MoraBanc Ribeira Sacra Breogán Lugo                                      | 37  |
| 22  | Javi Lucas                                   | Leyma Natura Básquet Coruña                                                            | 37  |
| 23  | Álex Llorca                                  | Força Lleida CE                                                                        | 29  |
| 24  | Víctor Arteaga                               | Força Lleida CE                                                                        | 34  |
| 25  | Ricardo Guillén (3)                          | Instituto Fertilidad Clínicas Rincón                                                   | 34  |
| 26  | Víctor Arteaga (2)                           | Força Lleida CE                                                                        | 31  |